# Іда Юнгквіст
Іда Юнгквіст (швед. Ida Ljungqvist; 27 вересня 1981, Танзанія) — танзанійсько-шведська фотомодель. Playmate місяця журналу Playboy у березні 2008 і в 2009 Playmate року. Перша моделлю африканського походження і другою модель шведського походження, названа Playmate року. Перша в історії Playmate року, яка публічно пожертвувала гонорар за свій титул на благодійну діяльність через некомерційні благодійні організації та фонди.

## Життєпис
Народилася в Танзанії у родині танзанійки і шведа. Оскільки її батько працював в ЮНІСЕФ, Юнгквіст багато подорожувала. Здобула ступінь у сфері дизайну моди і маркетингу. Розмовляє англійською, шведською і суахілі.
Юнгквіст провела вечірку Playboy з нагоди переддня Нового року у 2009 році в Маямі, штат Флорида, разом з кількома іншими Playmate. З моменту оголошення її Playmate року Юнгквіст працює з Empowerment Works, міжнародним некомерційним аналітичним центром. Її робота включає в себе підвищення інформованості про організацію та збір коштів.
У грудні 2007 року Юнгквіст одружилася з Джошуа Р. Лангом. У 2008 році почалося розлучення. У листопаді 2008 телеканал MSNBC повідомив про судовий позов між ними через їхніх домашніх тварин — собак чихуахуа.
З 2012 року Люндквіст у стосунках американською моделлю Крістіною Шеннон.